# قرار مجلس الأمن التابع للأمم المتحدة رقم 53
قرار مجلس الأمن التابع للأمم المتحدة رقم 53، المعتمد في 7 يوليو 1948، أخذ في الاعتبار برقية من وسيط الأمم المتحدة بتاريخ 5 يوليو 1948، ويوجه القرار نداء عاجلاً إلى الأطراف المعنية لقبول مبدئي تمديد الهدنة من أجل مثل هذه الفترة كما هو مقرر بالتشاور مع الوسيط.
تمت الموافقة على القرار بأغلبية ثمانية أصوات، في حين امتنع الاتحاد السوفياتي وأوكرانيا وسوريا عن التصويت.